# Inoke Kubuabola
Ratu Inoke Kubuabola est un homme politique et diplomate fidjien, et chef traditionnel autochtone de l'île de Taveuni.

## Biographie
Avant de se lancer en politique, il travaille comme directeur d'une compagnie d'assurance néo-zélandaise. Il est également secrétaire de distribution puis (de 1975 à 1987) secrétaire général de la Société biblique dans le Pacifique.
À l'issue des élections législatives de 1987 qui voient la première défaite des conservateurs du parti de l'Alliance et l'arrivée au pouvoir d'une coalition de partis de gauche, Inoke Kubuabola co-fonde avec notamment Jone Veisamasama (secrétaire général de l'Alliance) et Ratu Finau Mara le Mouvement taukei, mouvement d'extrême droite ethno-nationaliste autochtone qui organise immédiatement une campagne de déstabilisation du nouveau gouvernement. Les membres du mouvement organisent des manifestations, érigent des barrages routiers et initient une pétition demandant que le pouvoir politique soit réservé aux autochtones, déclarant qu'il y a trop d'Indo-Fidjiens dans le nouveau gouvernement. Face au refus du gouvernement démocratiquement élu de démissionner, le Mouvement taukei déclenche des incendies criminels. C'est Inoke Kubuabola qui, finalement, persuade le colonel Sitiveni Rabuka de préparer une soixantaine de soldats pour mener un coup d'État.
Survient donc le coup d'État militaire raciste de 1987, par lequel le colonel Rabuka vise à exclure la communauté indo-fidjienne de la vie politique du pays, et établir la suprématie politique de la population autochtone. En octobre, Ratu Inoke est nommé ministre de l'Information dans le gouvernement militaire issu du coup d'État. Vient s'y ajouter en octobre 1988 le poste de ministre des Télécommunications. En 1992 se tiennent des élections législatives, à la suite de l'imposition d'une nouvelle Constitution qui réduit la représentation politique des Indo-Fidjiens et leur interdit l'accès aux plus hautes fonctions. Ratu Inoke est élu député de la circonscription autochtone de Cakaudrove-ouest, représentant le Soqosoqo Vakavulewa Ni Taukei (SVT), le parti nationaliste autochtone,. Sitiveni Rabuka, Premier ministre, le nomme ministre de la Jeunesse, de l'Accès à l'emploi, et des Sports. Il conserve son siège aux élections anticipées de 1994, et se voit confier en 1995 le ministère du Développement régional et des Affaires multi-ethniques, avec en complément l'année suivante le ministre des Travaux publics, des Infrastructures et des Transports. En 1997, une nouvelle Constitution approuvée par Rabuka rétablit les droits politiques des Indo-Fidjiens. De 1997 à 1998, Kubuabola est ministre des Travaux publics, des Infrastructures et des Transports et ministre de l'Information et de la Communication ; de 1998 à 1999, il est ministre de la Communication, des Travaux publics et de l'Énergie.
Le SVT perd les élections de 1999. Kubuabola, qui conserve son siège de député, prend la tête du SVT et devient chef de l'Opposition, face au gouvernement travailliste de Mahendra Chaudhry. En mai 2000, une milice nationaliste autochtone renverse le gouvernement Chaudhry. De 2000 à 2001, Laisenia Qarase prend la tête d'un gouvernement nationaliste par intérim. Kubuabola y est nommé ministre de l'Information et de la Communication.
En 2002, il est nommé Haut-commissaire fidjien en Papouasie-Nouvelle-Guinée. Il conserve ce poste jusqu'en mai 2006, lorsqu'il est nommé Ambassadeur des Fidji au Japon. En décembre, lors d'un coup d'État 'anti-raciste', l'armée renverse le gouvernement Qarase, accusé de discriminations à l'encontre des Indo-Fidjiens. Le gouvernement militaire de Voreqe Bainimarama maintient Kubuabola dans sa fonction d'Ambassadeur au Japon. En juillet 2009, il revient aux Fidji, pour y être nommé ministre des Affaires étrangères. Sous l'étiquette du parti Fidji d'abord, il participe aux élections législatives de septembre 2014, qui confèrent au gouvernement Bainimarama une légitimité démocratique ; il y est élu député. Il demeure ministre des Affaires étrangères, fonction qu'il exerce jusqu'en septembre 2016, lorsqu'il est nommé ministre de la Défense, de la Sécurité nationale et de l'Immigration. Il ne se représente pas aux élections législatives de 2018, mettant ainsi un terme à sa carrière politique.